# Dugovalni odašiljač Grimeton
Dugovalni odašiljač Grimeton (švedski: Radiostationen i Grimeton) kod Varberga (županija Halland, Švedska) je dugovalni radio odašiljač koji ima jedini operativni Alexandersonov alternator na svijetu. Ovaj alternator je prvi proizvodio izmjenjivu električnu struju do 40 kHz za radijske valove potrebne za amplitudnu modulaciju (zvuk). Zbog toga je 2004. godine upisana na UNESCO-ov popis mjesta svjetske baštine u Europi.
Odašiljač je izgrađen od 1922. – 24. godine, a sastoji se od šest 127 metara visokih čeličnih tornjeva, uzemljenih divovskim pilonima, spojenim žicom s VLF odašiljačem u postaji. Do 1950-ih on se koristio za radijsku telegrafiju s radio postajom Radio Central na Long Islandu u New Yorku, a od 1960-ih do 1996. godine slao je naredbe podmornicama švedske mornarice. Danas se koristi samo u posebnim prigodama, kao npr. Alexandersonov dan kada se šalju impulsi morseova koda na 17,2 kHz.
Njegov pozivni signal je SAQ, a svake godine na Badnjak u 8:00 sati (UTC) emitira signal.

## Vanjske poveznice
- Službena stranica  Arhivirana inačica izvorne stranice od 26. kolovoza 2009. (Wayback Machine) (šved.)

### Ostali projekti
|  | Zajednički poslužitelj ima još gradiva o temi Varberška radio postaja |